# Видоутворення
Видоутворення — еволюційний процес утворення нових біологічних видів. Вперше термін «видоутворення» або «кладогенез» був введений біологом Оратором Куком як антонім до терміна «анагенез» або «філетична еволюція». На утворення видів впливають такі процеси як генетичний дрейф та природний відбір, хоча їх відносний внесок досить сильно відрізняється залежно від ситуації. Зазвичай виділяють чотири типи природного видоутворення, залежно від географічної ізоляції популяцій: алопатричне, перипатричне, парапатричне і симпатричне видоутворення. Також видоутворення може відбуватися штучно у тваринництві, рослинництві, селекції або лабораторних експериментах; існує багато прикладів всіх згаданих типів видоутворення.

## Симпатричне видоутворення
Симпатричне видоутворення пов'язане з розбіжністю груп особин одного виду, що мешкають на одному ареалі за екологічними ознаками. При цьому особини з проміжними характеристиками виявляються менш пристосованими. Групи, що розходяться, формують нові види.
Цей тип видоутворення може протікати кількома способами. Один з них — виникнення нового виду при швидкій зміні каріотипу шляхом поліплоїдизації. Відомі групи близьких видів, зазвичай рослин, з кратним числом хромосом. Інший спосіб симпатричного видоутворення — гібридизація з подальшим подвоєнням числа хромосом. Зараз відомо багато видів, гібридогенне походження і характер генома яких вважається експериментально доведеним. Третій спосіб симпатричного видоутворення — виникнення репродуктивної ізоляції особин всередині спочатку єдиній популяції в результаті фрагментації або злиття хромосом і інших хромосомних перебудов. Цей спосіб поширений як у рослин, так і у тварин.
Особливістю симпатричного шляху видоутворення є те, що він приводить до виникнення нового виду, завжди морфологічно близького до початкового. Лише у разі гібридогенного виникнення видів з'являється нова видова форма, відмінна від кожної з батьківських.

## Перипатричне видоутворення
У процесі перипатричного видоутворення нові види виникають з ізольованих, невеликих периферійних популяцій, які не можуть брати участі в обміні генів з головною популяцією. Часто такі популяції займають вузькі ніші, які не здатна зайняти головна популяція виду. В цьому випадку генетичний дрейф, як вважається, грає домінуючу роль.

## Парапатричне видоутворення
У процесі парапатричного видоутворення ареали двох популяцій, що розходяться, окремі, але перекриваються. В результаті представники обох популяцій інколи змішуються, але зменшення пристосованості змішаних популяцій або поведінкові бар'єри (наприклад, статевий відбір), що запобігають змішуванню, не дають видам змішатися. Для успішності цього шляху, як і у випадку периратричного видоутворення, потрібно існування окремої екологічної ніші.

## Алопатричне видоутворення
Алопатричне видоутворення викликається розділенням ареалу виду на кілька ізольованих частин. При цьому на кожну таку частину відбір може діяти по-різному, а ефекти генетичного дрейфу і мутагенезу явно відрізнятимуться. Тоді з часом в ізольованих частинах накопичуватимуться нові генотипи. Особини в різних частинах раніше єдиного ареалу можуть навіть змінити свою екологічну нішу. При таких історичних процесах ступінь розбіжності груп може досягти видового рівня.

## Сальтаційне видоутворення
Сальтаційне видоутворення виникає на єдиному ареалі, тому формально є симпатричним. При цьому за декілька поколінь в результаті різких змін в геномі формується новий вид. Сальтація часто відбувається в результаті виникнення поліплоїдності у рослин. Шляхом сальтації виник вид Oenotera lamarkiana.

## Сітчате видоутворення
Сітчате видоутворення пов'язане не з дивергенцією популяцій, а з гібридизацією близьких видів. Таке видоутворення доведено для деяких видів ящірок, риб і квіткових рослин. Ізоляція гібридів від батьківських видів обумовлена поліплоїдністю гібридів.

## Закон Майра
Згідно з законом, виявленим Е. Майром (1942), чим більше клін зустрічається в даній області, тим менш ймовірне виникнення нового виду.

## Приклади швидкого видоутворення

### Дрозофіли
Два споріднених виду дрозофіл — Drosophila serrata та D. birchii — не схрещуються один з одним, хоча і проживають на одній території у східній Австралії. При цьому перший вид живе як у вологих, так і в посушливих районах, а другий — тільки у вологих. Американські біологи виявили у цих мух ознаку, що впливає одночасно і на стійкість до висихання, і на вибір шлюбного партнера. Цією ознакою виявилася наявність на кутикулі мух вуглеводнів з бічною метильною групою (methyl-branched cuticular hydrocarbons, mbCHC). У ході адаптації до життя у вологому тропічному лісі у предків D. birchii закріпилися мутації в регуляторних областях гена mFAS, що призвело до припинення виробництва mbCHC. У результаті мухи втратили здатність жити в посушливих місцях і одночасно стали менш привабливими для тих своїх родичів, які як і раніше виробляли mbCHC. Дослідження підтвердило можливість існування «чарівних ознак» з подвійним ефектом, завдяки яким адаптація до різних умов середовища може автоматично призводити до формування репродуктивної ізоляції і швидкого видоутворення.

### Цихліди
Порівняльний аналіз повних геномів п'яти африканських риб дозволив частково розшифрувати еволюційно-генетичні механізми швидкої адаптивної радіації цихлід в озерах Танганьїка, Малаві і Вікторія, де всього за кілька мільйонів років з невеликого числа видів-першопоселенців утворилися сотні нових ендемічних видів. Швидке видоутворення цихлід виявилося складним і багатогранним процесом, в якому важливу роль зіграли дуплікація генів, поява нових регуляторних мікроРНК, різноспрямований відбір за багатьма генами одночасно, сортування старих і закріплення нових генетичних варіацій в кодуючих і регуляторних областях, а також, імовірно, швидке накопичення генетичної різноманітності в початковий період адаптивної радіації, коли дія очищувального відбору тимчасово послабшала.

## Виноски
1. ↑  Cook, O. F. 1906. Factors of species-formation. Science 23:506-507.
2. ↑  Cook, O. F. 1908. Evolution without isolation. American Naturalist 42:727-731.
3. ↑  Observed Instances of Speciation [Архівовано 23 лютого 2009 у Wayback Machine.] by Joseph Boxhorn. Retrieved 28 October 2006.
4. ↑  Марков А. Найден «волшебный признак», способствующий видообразованию у дрозофил  [Архівовано 11 березня 2014 у Wayback Machine.]
5. ↑  Марков А. Геномы африканских рыб проясняют механизмы быстрого видообразования. Архів оригіналу за 8 жовтня 2014. Процитовано 14 жовтня 2014.
6. ↑  Brawand D. et al. The genomic substrate for adaptive radiation in African cichlid fish // Nature. — 2014. — V. 513. — P. 375—381.